# Аерогел
Аерогел је један од најлакших познатих тврдих материјала. Често се назива замрзнути дим или модри дим. Веома је крт, има највећу вредност топлотне изолације, најнижу густину и најнижу звучну проводљивост. Ради се о силикатној чврстој супстанци која садржи 99,8% ваздуха. Први аерогел, сличан овом данашњем пронашао је професор Самјуел С. Кистлер 1931. године. Ипак, веома дуго он није нашао никакву практичну примену и у великој мери је заборављен. Преко 80 година аерогел се сматрао најлакшим материјалом на светy, од његовог изyма 1931. све до 2013. године.
Густина аерогела износи само 0,3-3 g/dm³, а густина неких аерогелова је само за пар процената већа од густине ваздуха.
Иако наизглед имају нежну структуру, многи аерогелови имају веома добре механичке особине, а посебно су отпорни на притисак и развлачење. Могу да издрже притисак на глатку површину масе до 2000 пута веће од њихове. Ипак веома су крти (нису отпорни на ударце) и нису отпорни на савијање и сечење.
Силикатни аерогелови су стабилни до температуре топљења силицијума тј. 1200 °C.

## Историјат
Први аерогел, сличан овом данашњем пронашао је професор Самјуел С. Кистлер 1931. године. Ипак, веома дуго он није нашао никакву практичну примену и у великој мери је заборављен. 
Преко 80 година аерогел се сматрао најлакшим материјалом на светy, од његовог изyма 1931. све до 2013. године, када је пронађен аерографит. Немачки научници са Универзитета у Килу и Технолошког факултета у Хамбургу су пронашли нови најлакши материјал на свету, чак шест пута лакши од ваздуха. Реч је о мрежи угљеникових цевчица, од којих је свака пречника око 15 нанометара, уплетених на микро и нано нивоу величина. Аерографит се прави стављањем кристала оксида цинка у спeцијалне пећнице, које се потом загревају на температурама од 900 °C.

## Својства
Аерогелови представљају посебну класу порозних, чврстих материјала са необичним својствима и карактеристикама. То су материјали које се добијају из гела, када се из њих извади течна компонента, остављајући сув, чврст оквир гела. Тиме добијају свој чврст облик, налик кохезији. Аерогел је познат по својој изузетно малој густини, која се креће од 0,0011 до приближно 0,5 g/cm³. Због тога, силикатни аерогел, најзаступљенија врста аерогела, данас заузима треће место на листи чврстих материјала са најнижом густином.
Аерогелови практично представљају љуску, у чијим се порама налази гас, а поре се крећу у распону од 1 до 100 нанометара у пречнику, а најчешће мање од 20 нанометара. Најзаступљенији аерогелови и са најбољим својствима су силикатни аерогелови. Међутим, не постоји јединствена хемијска формула за аерогелове, јер се термин односи на све материјале са одређеном стереометријском структуром, а могуће их је правити од алуминијума, хрома, калаја и многих других елемената. 
Први аерогел је направио Самјуел С. Кистлер 1931. године, а иако се начин производње умногоме развио и усавршио, почетна идеја – заменити течну компоненту из гела гасовитом – је остала иста. Данас се аерогел прави путем суперкритичног сушења, што омогућава да се течност полако осуши, без распадања чврстог омотача гела услед капиларних појава. 
Аерогелови су увек суви материјали. Термин аерогел се односи на чињеницу да су аерогелови истог састава као и гелови, али уместо течне компоненте у порама налази се гас или вакуум. Међутим, познати су и по називима замрзнути дим или модри дим, због његове провидне површине, начина на који расипа светлост у материјалу, али и због лаганог, крхког изгледа.

### Посебна својства аерогелова
Многи аерогелови имају импресивну комбинацију особина коју ниједни други материјали не поседују истовремено. Аерогелови су статистички имали најнижу густину било ког познатог материјала (вредности 0.0011 g cm-3) преко 80 година, најнижи средњи слободан пут дифузије било ког чврстог материјала, највећу специфичну површини монолитног (не у виду праха) материјала (до 3200 m² g-1 ), најнижу диелектричну константу било ког чврстог материјала, као и најспорији пренос брзине звука кроз било који чврсти материјал. Свакако, не поседују сви аерогелови рекордне особине. Процентуално гледано, велика већина не, мада и остали могу имати веома добре вредности за многе карактеристике. 
Прилагођавањем процеса производње, многе особине аерогела се могу великим делом модификовати. Густина је добар пример за то, која може да се контролише повећањем или смањивањем концентранције гела од ког ће аерогел бити направљен (прекурсора). Топлотна проводљивост аерогела се такође може модификовати на овај начин, будући да је директно сразмерна густини. Обично, аерогелови имају густину у распону од 0,5 до 0,01 g/cm³, а површину у од 100 до 1000 m²/g у зависности, наравно, од састава аерогела и густине гела прекурсора. 
Остале карактеристике, као што су транспарентност, боја, кртост и механичка издржљивост и осетљивост на воду зависе пре свега од састава аерогела. На пример, силикатни аерогелови, који се најчешће користе у истраживањима аерогелова, су провидне, карактеристично плаве боје, захваљујући Рејлијевом расејању светлости кроз поре аерогела много мањих димензија од таласне дужине зрачења.
С друге стране, угљенични аерогелови су црне боје, у потпуности нетранспарентни. Осим тога, аерогелови од оксида гвожђа су једва провидни и могу бити жуте боје или боје рђе. Што се тиче топлотне изолације, угљенични аерогелови, али још више неоргански аерогелови, управо захваљујући ниској густини представљају одличан топлотни изолатор и електрични проводник.

### Кртост аерогелова
Највећи недостатак чистих аерогелова јесте то што су крти, те се самим тим у знатној мери се не искористе остале позитивне особине. Убацивањем разних полимера, премаза или комбинацијом различитих супстанци, могуће је добити отпорније и еластичније аерогелове. 
Мерење кртости материјала је могуће помоћу више метода, између осталог и Шарпијевим клатном, али то је не толико доступна метода. Отпорност на савијање (енг. flexural strength) је знатно приступачнија метода, посебно за рад са аерогеловима, и то са оптерећењем на узорку на три тачке. 
Наиме, за овакво испитивање је потребан узорак који ће се поставити на два ослонца и инструмент који ће мерити силу. Отпорност на флексибилност се мери помоћу формуле: 
{\displaystyle \sigma ={\frac {3FL}{2bd^{2}}}},
при чему је F сила која делује на узорак [N], L раздаљина између ослонаца [mm], b ширина узорка [mm] и d дебљина [mm].

## Састав
Термин аерогел се не односи на одређену супстанцу, већ на све супстанце које имају чврсту структуру са великим бројем пора испуњених гасом. Неке од најзаступљенијих супстанци од којих се праве аерогелови су:
- силицијум
- оксиди већине прелазних метала (на пример оксиди гвожђа)
- оксиди већине лантаноида и актиноида (на пример празеодијум оксид)
- оксиди калаја
- органски полимери (ресорцинол-формалдехид, фенолформалдехид, полиакрилати, стиропор, полиуретани и епоксиди)
- биолошки полимери (желатин, пектин, агар)
- полупроводне наноструктуре (попут квантне тачке кадмијум селенида)
- угљеник
- угљенична наноцев
- метали (попут бакра и злата)

Мешавине аерогелова, односно додаци самом аерогелу у виду полимерног премаза или у аерогел уграђене магнетне наночестице, такође су честа појава.

### Силикатни аерогелови
Термин аерогел се често употребљава за означавање једне посебне врсте аерогелова, силикатних аерогелова. Аналогно томе, на пример, појам пластика се најчешће користи за полиетилен, иако постоје и друге врсте пластике, попут полипропилена, акрила, тефлона, најлона итд. У поређењу са супстанцом од ког је направљен аерогел, аерогелови често имају драстично побољшана својства у односу на не-аерогелов облик исте супстанце (нпр. значајно повећање површине и каталитичке активности, мада се обично смањује механичка издржљивост). 
Силикатни гелови имају емпиријску формулу силицијум-диоксида SiO2. Силикатни аерогелови су стабилни до температуре топљења силицијума тј. 1200 °C. Густина им се креће од 0,0011 до 0,650 g/cm3, а поре су величине око 20 nm. Силикатни аерогелови су провидни, са плавим преламањем светлости. Прилично су крти, мада поседују одличне остале особине.

### Угљенични аерогелови
Угљенични аерогелови су карактеристичне непрозирно црне боје, могу бити сјајне или мат површине. Монолитне су супстанце које подсећају на угаљ. Такође су прилично крте и ломљиве попут угља. Производе се суперкритичним сушењем искључиво помоћу угљендиоксида, а затим пиролизом на 400-1050ºС под инертним гасом. Први пут су синтетизовани 1992. године.

### Аерогелови од цинк-сулфида
Аерогелови од цинк сулфида спадају у металне халогениде. Емпиријска формула ових једињења је ZnS, густина износи 0,35 g/–, а поре су од 15 до 30 nm. Карактеристичне су беле, непрозирне боје. Могу бити монолитни, али и даље прилично крти, ломљиви и нефлексибилни. Први пут их је синтетисала др Стефани Л. Брок, која је, поред ове, творац неколико других аерогелова и врло активна научница у истраживању ове области.

### Аерогелови од угљеничне цеви
Угљенична наноцев је алотропска модификација угљеника у облику цилиндричне наноструктуре. Аерогелови направљени од ове супстанце су обично ојачани помоћу поли(винилног) алкохола. Густина им је у распону од 0,01 до 0,06 g/cm³ . То су, такође црне, непрозирне, монолитне супстанце, али специфично за њих јесте да су прилично еластичне и подсећају на сунђер. Они спадају међу „најмлађе“ аерогелове и тренутно су предмет више истраживања, а откривени су на Универзитету Пенсилванија 2007. године.

## Процес производње
Процес производње аерогела се једноставно речено састоји од прављења гела од ког ће постати аерогел, након вађења течне компоненте током сушења помоћу суперкритичне пумпе на високом притиску. Приликом полимеризације аерогелова, што је релативно честа појава ради што бољих особина аерогела, полимери се синтетизују у аерогел пре сушења.

### Први корак – гел
Сви аерогелови свој живот започињу као гелови, желатинозној супстанци. Гел је колоидни систем у коме наноструктурна мрежа међусобно повезаних честица обухвата запремину течног медијума. Гелови поседују извесне карактеристике као течности (нпр. густина), а извесне као чврста тела (нпр. сталан облик). Практично, гелови су структурно налик сунђеру, само што су поре од 103 до 106 пута мање, те због тога, капиларне силе које делују на течност су довољно јаке да држе течност унутар гела спречавајући да просто исцури у спољашњу средину. 
Када је гел припремљен, пре даље обраде га је неопходно прочистити. Нечистоће настају услед хемијских реакција током формирања гела, налазе се у течној компоненти и ометају следећи корак – процес сушења. Пречишћавање се врши једноставним потапањем гела у чисти растварач. Растварач се разликује у зависности од гела, али обично се користи ацетон, етанол, ацетонитрил или томе слично. Његова функција је да дифузним ширењем практично извади све нечистоће у спољашњу средину, а шупљине попуни чист растварач. Самим тим, у овом кораку производње, потребно је неколико пута заменити растварач свежим. Дифузни процеси могу трајати од пар часова до читаве недеље, у зависности од величине гела. Просечно за пречишћавање гела величине коцки леда је потребно 1 до 2 дана.

### Други корак – суперкритично сушење
Када је прочишћавање гела завршено, следећи корак је уклонити течну компоненту из гела. Постоји више начина за овај процес, али најраспрострањенији и најефикаснији јесте суперкритично сушење. Оваква врста уклањања течне компоненте из узорка се, поред у производњи аерогелова, користи и за декофеинизацију кафе, сушење извесних зачина, као и за припрему биолошких узорака за скенирање под електронским микроскопом, будући да би се узорак оштетио уколико би подлегао испаравању или некој другој техници сушења.
Све чисте супстанце поседују критичну тачку на фазном дијаграму. Њој одговара критична температура изнад које дата супстанца не може да постоји у течном стању. Критичан притисак је минималан притисак који је потребан да течност постоји на критичној температури. У тренутку, кад се достигне критична тачка, течност и гас постоје истовремено, односно супстанца у том стању се понаша као гас, јер се шири као стишљив флуид, али и као течност, јер поседује густину и топлотну проводљивост попут течности. То се зове суперкритични флуид.
Суперкритично сушење је познато и под називима суперкритична екстракција, сушење на критичној тачки или суперкритична лиофилизација. 
Будући да већина органских растварача имају релативно високе критичне темературе (300—600ºС) са критичним притисцима 50-100 atm, у оваквим условима су потенцијално запаљиве и опасне. Самим тим, суперкритично сушење захтева посебне мере предострожности. 
У случају суперкритичног сушења силикатних аерогелова, метанол се често користи као растварач. Када се достигне његова критична тачка, метанол може реаговати са хидроксилном групом на површини чврстог оквира гела, формирајући притом метокси-групе. Ове метокси групе омогућавају да аерогел буде делимично хидрофобан, те управо захваљујући суперкритичном сушењу на високим температурама добија се квалитетнији силикатни аерогел. 
Такође, високе температире у овој фази производње омогућавају и максимално сажимање гела, те је густина овако произведених аерогелова знатно мања од аерогелова код којих је непосредно пре, течна компонента била замењена угљен-диоксидом. 
Ипак, одређени аерогелови, као што су аерогелови са органским полимерима, не могу се сушити на високим температурама јер се растварају и интерагују на поменутим критичним температурама растварача.

#### Хантов процес
Безбеднији начин производње аерогела јесте да се користи незапаљив и неексплозиван растварач, угљен-диоксид. Овај процес се још назива и Хантов процес јер га је раних 1980-их година, др Арлон Хант развио у Националној лабораторији Лоренс Беркли. Наиме, он је развио технику за одстрањивање течне компоненте из гела, односно припреме аерогелова, без употребе суперкритичног сушења. Органски растварач који се налази у гелу (металнол, етанол, ацетон или ацетонитрил) натопио течним угљен-диоксидом како би дошло до супституције те две супстанце. Ово је било пожељно јер је CO2 као производ реакције сагоревања, оксидован и сам по себи незапаљив и има ниску критичну тачку од само 31,13 °C и 7,375 MPa, док је, поређења ради, пример метанол, који има критичну тачку на 239 °C и 8,084 MPa. 
Међутим, једина мана је што CO2 не постоји као течност у амбијенталним условима, за разлику од метанола или других органских растварача, будући да суви лед, чврста форма ове супстанце сублимира у гасовито стање на атмосферском притиску. Последица тога јесте да је натапање гела неопходно радити под високим притиском, приближно 58 пута већим од атмосферског притиску при нормалним условима, где CO2 постоји као течност. Међутим, то не мора бити велики проблем будући да се ће се у сваком случају радити под великим притиском током суперкритичног сушења, с тим што је тада потребно водити рачуна о сталном одржавању притиска у сифонској боци – резервоара са угљен-диоксидом. 
Међутим, не могу чак ни сви аерогелови поднети потапање у течан угљен-диоксид, као на пример, одређени метални оксиди будући да ће реаговати са њим и формирати металне карбонате.

### Производња силикатног аерогела
Наиме, поступак прављења аерогела је следећи: припреми се два раствора, раствор алкоксида и раствор катализатора. У случају прављења силикатног аерогела, најчешће врсте, раствор алкоксида је TMOS и метанол, у запреминском односу 1:1, а раствор катализатора је разблажени амонијум хидроксид (приближно 0.268mol/dm3) и метанол, у запреминском односу 1:2. Након сједињења ова два раствора, настаје сол која се сипа у калупе и оставља да се формира гел. 
У овом процесу TMOS је извор силицијума. Вода је та која хидролизује TMOS, тако да се он може полимеризовати. Метанол је ко-растварач који доводи TMOS и воду у исту фазу како би они могли реаговати. Амонијум хидроксид је само алкални катализатор који убрзава реакцију. 
Након тога, гел се ставља у метанол са циљем да се очисти и ојача 24 сата како би био спреман за суперкритично сушење. Оно се врши загревањем CO2 на температуру и притисак приближан његовој критичној тачки (31.1 °C и 72.9 bar). 
Пре поставке аерогела у суперкритичну пумпу, евентуално се врши синтеза полимера у њега. 
Суперкритична пумпа је састављена од резервоара напуњеним течним CO2, са сифонском цеви, таквом да омогући излазак CO2 у течном, а не гасовитом стању. Суперкритично сушење служи како би се контролисано уклонила течност из узорка. Након тога ће се имати готов аерогел, односно направиће се колоидни систем са чврстом непрекидном средином и гасовитом диспергованом средином.

## Употреба
Због свега тога аерогел је веома добар материјал за изградњу космичких бродова. Такође се користе као изолациони слој у оделима космонаута. Почињу да се користе и у авио-индустрији као термичка изолација у авионима. Планира се његово коришћење у грађевинарству, као и у одећи за свакодневну употребу. Такође, честице аерогела се користе и у сликарству, али и козметици. Ипак за сада главна препрека је веома висока цена. Аерогел се такође користи као катализатор за неке хемијске реакције.
НАСА је искористила аерогел у свемирској мисији „Стардаст“ за прикупљање честица и узорака космичке прашине. Те честице достижу велике брзине па их је изузетно тешко ухватити. При забадању у аерогел честице нагло успоравају не мењајући облик и хемијски састав. Величина честица је од 1 до 100 микрона.
Прва озбиљна примена у грађевинарству је изведена у Швајцарској, где су на кући у Ебнат-Капелу примењени панели од аерогела. У Институту за технологију у Џорџији се користи као изолатор полутранспарентног крова института.

## Полимеризација
Највећи недостатак аерогелова као материјала да би имао још већу примену јесте то што су врло крти, односно неотпорни на ударце, савијање и сечење. 
С друге стране, полимери су супстанце велике молекулске масе, веома погодни за мењање појединих особина аерогела. Синтезом извесних полимера (нпр. вектрана и поливинил ацетата) у аерогел би се могло у великој мери утицати на смањење кртости. Вектран је ароматични полиестар, врста производног влакна и спада у групу течних кристалних полимера за који је карактеристична нереактивност што би се на овом случају могло показати као врло позитивна карактеристика јер неће реаговати ни са једном компонентом у гелу и тиме на неки начин онемогућила суперкритично сушење. Поливинил ацетат или ПВА је гумени синтетски полимер, саставна је компонента многих лепкова, а посебна особина због које би се користио за ту функцију, није само савитљивост јер улази у састав каучука, већ и то да је у комбинацији са водом емулзија. 
Спроведена су бројна испитивања разлика у кртости чистог аерогела и у комбинацији са различитим полимерима у њему, као и са бројним премазима. Захваљујући томе, отпорнији аерогелови који су се добили помоћу јефтинијих полимера налазе много ширу примену него што су је пре имали.